# لکسوس آی‌اس

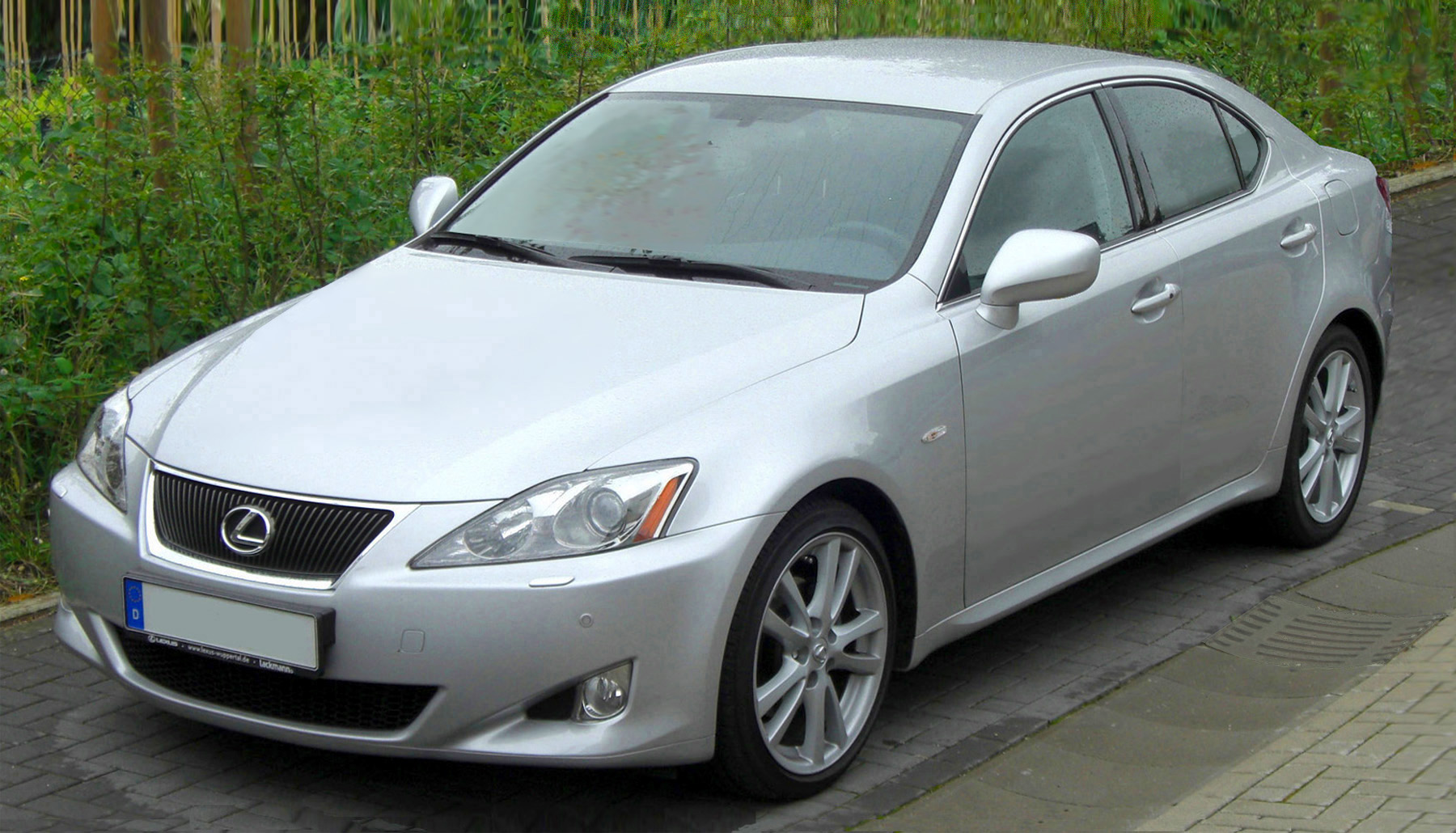

لکسوس آی‌اس (Lexus IS) خودرویی است که از سال ۱۹۹۸ تاکنون در ژاپن، تاهارا، آیچی و استان فوکوئوکا تولید شده‌است. طراحی آن خودروهای موتور جلو-محور عقب، خودروهای موتور جلو-چهار چرخ متحرک بوده‌است.